# John Hein
John C. Hein (Nova York, 27 de gener de 1886 - Nova York, 29 d'agost de 1963) va ser un lluitador estatunidenc que va competir a primers del segle xx. El 1904 va prendre part en els Jocs Olímpics de Saint Louis, en què guanyà la medalla de plata en la categoria de pes minimosca, de fins a 47,6 kg, en superar primer a Claude Holgatee, però perdre en la final contra Robert Curry.